# Cees Bol
Cees Bol (Zaandam, 27 de julio de 1995) es un ciclista neerlandés, miembro del equipo XDS Astana Team.

## Palmarés
2016
- Tour de Olympia

2018
- 1 etapa del Tour de Bretaña
- Flecha de las Ardenas[2]

2019
- Nokere Koerse
- 1 etapa del Tour de California
- 1 etapa del Tour de Noruega

2020
- 1 etapa de la Vuelta al Algarve

2021
- 1 etapa de la París-Niza

2022
- 1 etapa de la Vuelta a Gran Bretaña

## Resultados en Grandes Vueltas
| Carrera | Carrera         | 2014 | 2015 | 2016 | 2017 | 2018 | 2019 | 2020  | 2021  | 2022 | 2023  | 2024  | 2025 |
| ------- | --------------- | ---- | ---- | ---- | ---- | ---- | ---- | ----- | ----- | ---- | ----- | ----- | ---- |
|         | Giro de Italia  | —    | —    | —    | —    | —    | —    | —     | —     | Ab.  | —     | —     | —    |
|         | Tour de Francia | —    | —    | —    | —    | —    | Ab.  | 140.º | 140.º | —    | 149.º | 138.º | Ab.  |
|         | Vuelta a España | —    | —    | —    | —    | —    | —    | —     | —     | —    | —     | —     | —    |

—: no participa

Ab.: abandono

## Equipos
- Rabobank Development Team (2014-2016)
- SEG Racing Academy (2017-2018)
- Team Sunweb (stagiaire) (2018)[3]
- Sunweb/DSM[1] (2019-2022)
  - Team Sunweb (2018-2020)
  - Team DSM (2021-2022)
- Astana (2023-)
  - Astana Qazaqstan Team (2023-2024)
  - XDS Astana Team (2025-)